# 蒲山镇
蒲山镇，是中华人民共和国河南省南阳市卧龙区下辖的一个乡镇级行政单位。

## 行政区划
蒲山镇下辖以下地区：
新街社区、东街社区、槐树湾村、张营村、黄山村、大庄村、马营村、李彩庄村、黄渠河村、姚亮村、蒲山一村、周湾村、马寨村、宋营村、田营村、汪寨村、刁沟村、李湾村、帅庄村、靳岗村、倪家洼村、师杨庄村、赵官庄村、高庄村、清泉村、小赵庄村、周后王村、丁庄村、火星庙村、泉东新村、刘家埂新村、杨营新村和和顺园新村。

## 工程
白河倒虹吸，是南水北调中线总干渠穿越白河干流的大型河渠交叉建筑物。